# Arthur E. Arling
Arthur E. Arling, A.S.C. (19 de Setembro de 1906–16 de Outubro de 1991) foi um produtor de filmes e cameraman estadunidense. Em seus trabalhos, se destacam os filmes Gone with the Wind, de 1939 e The Yearling, de 1946, sendo este último, motivo para a indicação e vitória de um Oscar, que ele dividiu com Charles Rosher e Leonard Smith. Também foi nomeado em 1955 pelo filme I'll Cry Tomorrow.